# Şəvqo
Şəvqo è un comune dell'Azerbaigian situato nel distretto di Astara.